# Чернявський Георгій Георгійович
Гео́ргій Гео́ргійович Черня́вський (20 квітня 1924, Катеринослав — 31 березня 1981, Київ) — український радянський живописець; член Спілки радянських художників України. Лауреат численних радянських нагород [⇨].

## Біографія
Народився 20 квітня 1924 року в місті Катеринославі (нині Дніпро, Україна). Після закінчення школи вступив до Дніпропетровського художнього училища. У серпні 1942 року призваний до Червоній армії. Брав участь у німецько-радянській війні, служив в артилерії; мав військове звання гвардії лейтенанта. Член ВКП(б) з 1945 року. Після закінчення війни продовжив навчання у Дніпропетровському художньому училищі, де його педагогами були, зокрема, Михайло Панін, Микола Погрібняк.
У 1955 році закінчив Київський художній інститут, де вчився у Михайла Іванова, Іллі Штільмана, Карпа Трохименка і протягом 1955—1964 років працював викладачем живопису та директором Дніпропетровського художнього училища. Одночасно з 1957 року обіймав посаду голови Дніпропетровської організації Спілки художників України. Мешкав у Дніпропетровську в будинку на проспекті Пушкіна, № 61, квартира № 5.
1974 року переїхав до Києва, де працював секретарем правління Спілки художників СРСР і водночас протягом 1975—1978 років викладав спецдисципліни у Київському художньому інституті. Помер у Києві 31 березня 1981 року. Похований у Києві на Байковому кладовищі.

## Творчість
Працював у галузі станкового живопису, створював індустріальні та меморіальні пейзажі. Серед робіт:
- серія «Індустріальна Дніпропетровщина» (1955—1970);
- «На землі Криворізькій» (1965);
- «Марганець» (1967);
- «Сибір» (1968);
- «Музей Володимира Леніна в Горках» (1969);
- «Залізна руда» (1969);
- «Волга» (1969),
- «Петрівка» (1969);
- цикл пейзажів «По ленінських місцях» (1969—1980);
- «Земля Ульяновська» (1970);
- «У кар'єрах Кривбасу» (1970—1971);
- «Після дощу (Дніпродзержинська ГЕС)» (1971);
- «Ульянови на Україні» (1972—1977);
- «Над Дніпром» (1974);
- «Будується 9-а Криворізька» (1974—1976);

Брав участь у республіканських виставках з 1951 року, всесоюзних — з 1955 року, зарубіжних — з 1968 року. Персональні виставки відбулися у Дніпропетровську в 1958, 1967, 1970 роках та Києві у 1960, 1970 роках.
Окремі роботи художника зберігаються у Національному художньому музеї України у Києві, Дніпровському, Донецькому, Запорізькому, Полтавському художніх музеях, у Дніпропетровському історичному музеї імені Дмитра Яворницького, Музеї українського живопису у Дніпрі, приватних колекціях.

## Відзнаки
- Нагороджений: 
  - орденами Леніна, Вітчизняної війни I (3 лютого 1945) та II ступенів (20 листопада 1944), Червоної Зірки (27 вересня 1944)[2];
  - медаллю «За перемогу над Німеччиною у Великій Вітчизняній війні 1941—1945 рр.»;
  - Почесною Грамотою Президії Верховної Ради УРСР (1967);
- Почесні звання
  - заслужений діяч мистецтв УРСР з 1969 року;
  - народний художник УРСР з 1974 року;
- Державна премія УРСР імені Тараса Шевченка (1978; за серію живописних творів «По ленінських місцях», «Ульянови на Україні» і цикл індустріальних пейзажів)[3].

## Вшанування
У  Дніпрі, на фасаді будинку на проспекті Лесі Українки, де з 1966 по 1975 рік мешкав художник, встановлено меморіальну дошку.